# Bonatea boltonii
Bonatea boltonii là một loài thực vật có hoa trong họ Lan. Loài này được (Harv.) Bolus mô tả khoa học đầu tiên năm 1882.